# Relations entre l'Algérie et Israël
L'Algérie et Israël n'ont pas de relations diplomatiques officielles. La République algérienne démocratique et populaire ne reconnait pas Israël et interdit toute entrée sur son territoire aux voyageurs munis d'un passeport israélien ou à tous  citoyens possédant un tampon de visa israélien.

## Histoire
Pendant la Guerre d'Algérie, Israël a apporté un soutien diplomatique et une coopération en matière de renseignement à la France, en s'opposant à l'indépendance de l'Algérie.
Israël a travaillé en étroite collaboration avec les services de renseignement français, fournissant à son allié des informations cruciales sur le Front de libération nationale (FLN). De plus, les agents israéliens combattaient souvent directement les nationalistes algériens aux côtés des forces françaises.
Israël a régulièrement voté contre l'indépendance de l'Algérie lors des sessions des Nations unies,.
Peu après l’indépendance de l’Algérie en 1962, Israël a reconnu l’indépendance du pays. Les dirigeants algériens successifs ainsi que la population
identifient la lutte des Palestiniens au combat anticolonial contre les Français.
Pendant la guerre des Six Jours en 1967, l’Algérie envoya un bataillon d’infanterie et un escadron de MiG-21 en Égypte, perdant trois Mig-21 en Israël.
Pendant la guerre du Kippour en 1973, l’Algérie envoya une force expéditionnaire pour combattre Israël, dont 59 avions (Mig-21, Mig-17, Su-7), un peloton d’infanterie et une brigade blindée (avec environ 19 armes d’artillerie).
Au milieu des années 1990, alors qu’Israël et d’autres États d'Afrique du Nord ont lentement commencé à établir des relations diplomatiques, l’Algérie est restée l’un des derniers pays à s’abstenir d’une telle initiative. Ce n’est que lorsque le Premier ministre israélien Ehud Barak a rencontré le président algérien Abdelaziz Bouteflika aux funérailles du roi du Maroc Hassan II, le 25 juillet 1999, que des échanges non officiels ont eu lieu.
En 2000, un article de l'hebdomadaire français L'Express évoque une « intensification » des contacts entre l’Algérie et Israël « dans les domaines militaire et économique ». D'après les auteurs de l'article, citant le journal israélien Yediot Aharonot, « la surveillance des réseaux terroristes a stimulé la coopération entre les services de renseignements des deux pays. De plus, des émissaires de Bouteflika auraient transmis, lors d'une discrète rencontre en Italie avec Dany Yatom, ancien chef du Mossad, une requête portant sur la formation d'une unité spéciale chargée de la protection rapprochée des dignitaires du régime et la fourniture d'équipements de sécurité sophistiqués israéliens. Voilà en outre plusieurs années que des sociétés israéliennes fournissent à l'Algérie des médicaments et du matériel hospitalier ».
En 2016, un manuel de géographie de lycée algérien qui contenait une carte qui incluait Israël a été retiré. En janvier 2017, un citoyen algérien a été arrêté par les autorités après avoir eu une interview vidéo en ligne avec un responsable israélien.
En 2020, alors que les États du golfe Persique appellent à normaliser les relations et que le renouveau politique du Hirak a un impact sur les affaires intérieures du pays, certaines voix s'expriment pour revoir les relations bilatérales du pays d’une manière qui profite au pays. Malgré cela, l’Algérie semble être un pays qui est loin d’établir une normalisation avec Israël. Principalement en raison de l’arrière-plan de l’Algérie dont la lutte anticoloniale s'est inscrite dans le cadre de la même lutte que les Palestiniens dans les années 60 et 70.
Le président Abdelmadjid Tebboune, lors d'une interview accordée au média algérien le 20 septembre 2020, a déclaré « "Je constate qu’il y a une sorte de "course au trot – N.D.L.R." vers la normalisation, nous n’y participerons pas, nous ne la cautionnons pas, et la Cause palestinienne est sacrée pour nous et pour tout le peuple algérien" ». Cette déclaration fait référence à la cérémonie qui s'est tenue à la Maison Blanche aux États-Unis le 15 septembre de la même année, lors de laquelle les Émirats arabes unis et le Bahreïn ont signé les accords de normalisation avec Israël, sous la médiation du président américain Donald Trump.
Au cours de la même année, le judoka algérien Fethi Nourine a pris une décision marquante lors des Jeux olympiques de Tokyo : il a choisi de ne pas combattre contre un athlète israélien. Le judoka est suspendu par la Fédération internationale. Il a exprimé avec fierté son refus de se mesurer à son adversaire israélien, affichant ainsi sa solidarité envers la cause palestinienne. 
En 2021, Alger, aux côtés de plusieurs capitales africaines, ont menée une campagne contre l'adhésion d'Israël à l'Union africaine. L’organisation avait décidé (sans consultation collective) d’accorder à Israël le statut d'observateur. Le chef de la diplomatie israélienne a exprimé « ses inquiétudes au sujet du rôle joué par l’Algérie dans la région, de son rapprochement avec l’Iran et de la campagne qu’elle a menée contre l’admission d’Israël », lors de sa visite au Maroc. Son homologue algérien, Ramtane Lamamra, avait répondu : «Jamais, depuis 1948, un membre d’un gouvernement israélien n’a été entendu proférer des menaces contre un pays arabe à partir d’un territoire d’un autre pays arabe».
En effet, ce rapprochement avec le Maroc, ravive les tensions entre les deux pays voisins. Israël tente d'accroître la pression sur l'Algérie, considérée par elle « comme un État pivot au Maghreb », selon le politologue jordanien Walid Abdel Hay, « celle-ci constitue une entrave à ses visées dans la région (…), ce qui explique ses tentatives d’employer le Maroc pour [l']affaiblir ». Un consulat israélien, susceptible d’abriter des activités d’espionnage, devrait bientôt ouvrir à Oujda (située à la frontière algéro-marocaine). Selon certaines sources, un partenariat entre le Maroc et Israël  prévoit également l'ouverture d'une base militaire commune dans la province de Nador (à proximité de l’Algérie).

## Représentations officielles
Par conséquent, les deux pays ne possèdent aucune ambassade, ni à Alger ni à Tel Aviv.